# Osmometrie
Die Osmometrie verwendet den osmotischen Druck zur analytischen Bestimmung der Konzentration und/oder der Molaren Masse einer Lösung (bzw. der Molmassenverteilung).
Im Osmometer, einem Analyseinstrument, wird eine Messung des osmotischen Druckes durch Abkühlung unter den Gefrierpunkt der Probe vorgenommen. Dieser lässt sich dann durch Umformung der Größengleichung
{\displaystyle \pi =-RT\cdot \sum _{i=1}^{N}\Delta c_{i}}
auf den gesuchten Wert für die Konzentration {\displaystyle c} oder die Molare Masse {\displaystyle M} umformen.

## Bestimmung der molaren Masse
Für die Bestimmung der molaren Masse sind folgende Beziehungen anzuwenden:
Osmotischer Druck: {\displaystyle \Pi =c\cdot R\cdot T}
Stoffmengenkonzentration: {\displaystyle c={n \over V}}
Stoffmenge: {\displaystyle n={m \over M}}
Eingesetzt und aufgelöst nach der molaren Masse {\displaystyle M} gilt:
{\displaystyle M={{m\cdot R\cdot T} \over \Pi \cdot V}}
{\displaystyle m}: Masse der gelösten Substanz
{\displaystyle R}: Gaskonstante
{\displaystyle T}: Temperatur
{\displaystyle V}: Volumen der Lösung

## Verfahren
Gängige Methoden einer Osmometrie sind:
- die Membranosmometrie und
- die Dampfdruckosmometrie.